# Guilloché

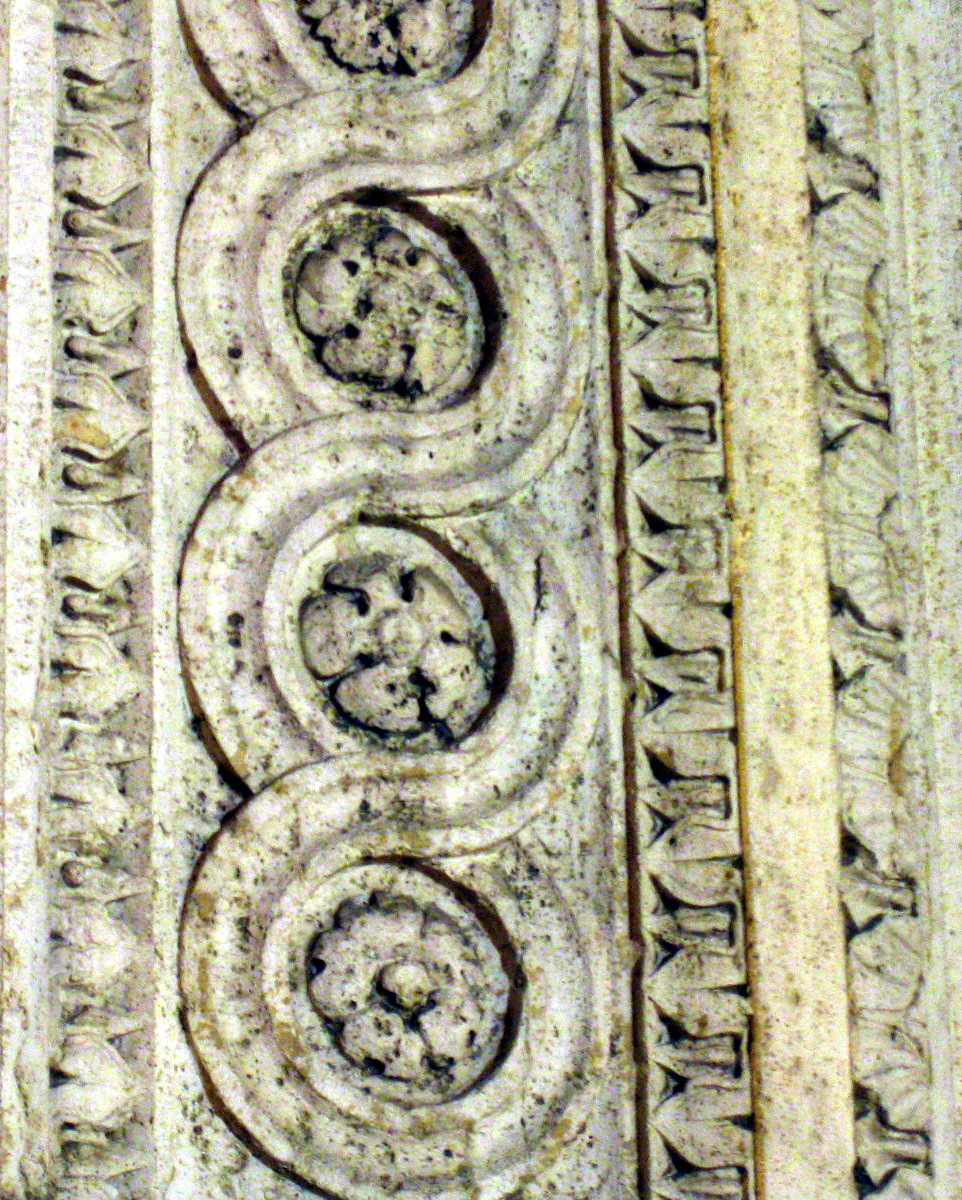
Lazo de guilloche en el frontal de una puerta, San Salvatore en Lauro, Roma

El guilloché (guilloche) es una técnica decorativa de grabado en la cual un patrón de diseño repetitivo y complejo es grabado mecánicamente en un material subyacente con gran precisión y detalle. 

## Técnica

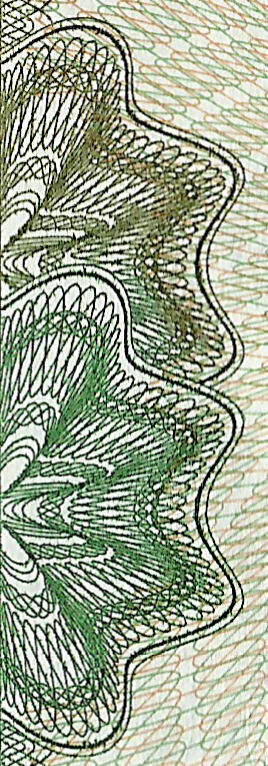
Patrón guilloché en un billete de banco.

Específicamente, comprende una serie de técnicas de torneado mecánico, llamadas guilloché en francés, en referencia al ingeniero francés “Guillot”, que inventó la máquina “que podía grabar patrones y diseños precisos en superficies metálicas”.[cita requerida] La máquina mejoraba sustancialmente el proceso frente a los tediosos procesos manuales de grabado, permitiendo más delicadeza y precisión, así como velocidad. Otras fuentes vinculan este método a Hans Schwanhardt (- 1621) y su difusión a su yerno Jacob Heppner (1645).[cita requerida]

## En arquitectura
Un guilloche es un patrón arquitectónico repetitivo utilizado en la Grecia y Roma clásicas, y en la arquitectura neoclásica así como en los trabajos sobre piedra del cosmatesco medieval, consistente en dos ribetes enrollados alrededor de una serie de puntos centrales. Estos puntos centrales están a menudo vacíos, si bien pueden contener alguna figura, como una rosa. Guilloche es una precursora del guilloché, llamado así porque los motivos resultantes de la aplicación de esta técnica recuerda a los del guilloche.

## En numismática
En numismática se emplea en el diseño y fabricación de billetes de banco, así como en títulos oficiales y sellos postales.